# Fatoumata Barry
Pour les articles homonymes, voir Barry.
Fatoumata Barry, née le 23 septembre 1954 à Mamou en Moyenne-Guinée, est la première femme architecte de Guinée, ancienne Présidente d'Ordre des architectes de Guinée et patronne d’un bureau d’architecture en Guinée,.

## Biographie
Fatoumata Barry est la fille d'un politicien guinéen. Elle obtient son baccalauréat en 1973 au lycée 02 aout et entre à l'Université de Conakry en Génie civil avant de bénéficier l'année suivant d'une bourse du président cubain Fidel Castro pour étudier l’architecture à la Havane pendant 5 ans.

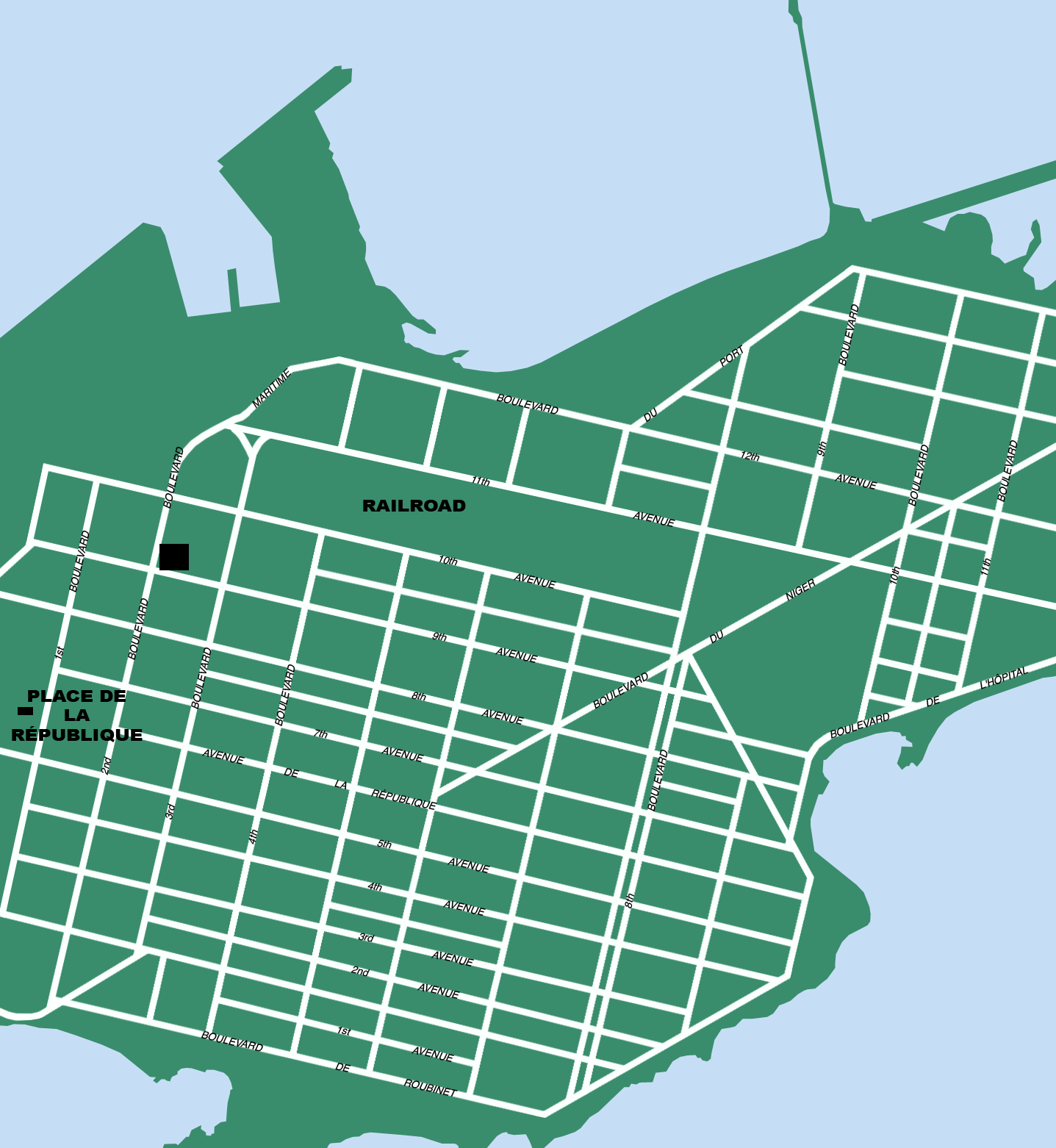
carte de Conakry

## Carrière professionnelle
Elle a été aussi conseillère en économie urbaine auprès du ministre d’alors, puis inspectrice générale adjointe du même ministère, représentante de la société civile au Conseil national de Ttransition (CNT) de 2010 à 2013, présidente de l’Ordre des architectes de Guinée entre 2016 et 2018.

## Notes et références

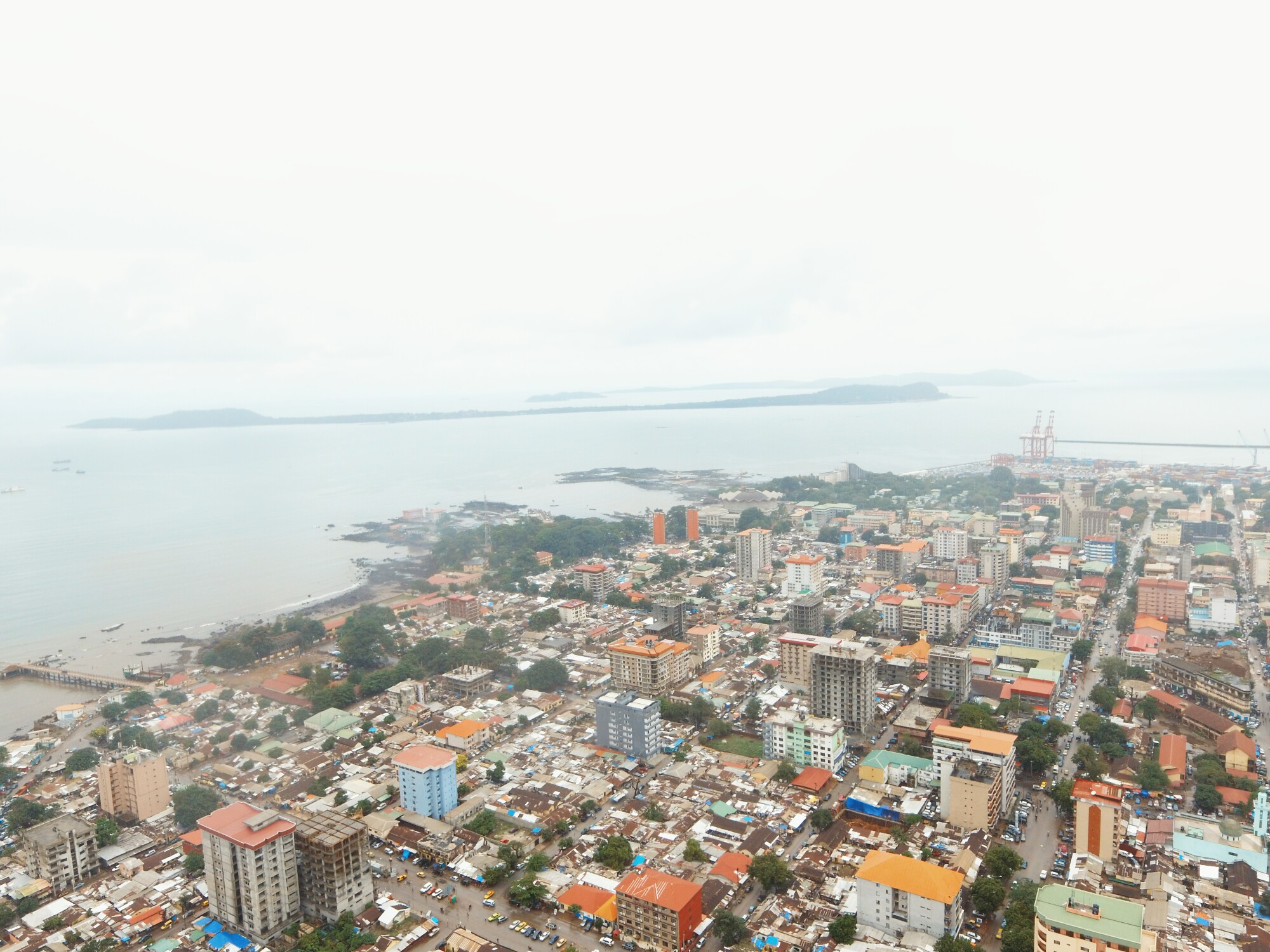
une photo de la ville de Conakry